# Прогресс (Пенсільванія)
Прогресс (англ. Progress) — переписна місцевість (CDP) в США, в окрузі Дофін штату Пенсільванія. Населення — 11 168 осіб (2020).

## Географія
Прогресс розташований за координатами 40°17′26″ пн. ш. 76°50′18″ зх. д. / 40.29056° пн. ш. 76.83833° зх. д. (40.290451, -76.838235).  За даними Бюро перепису населення США в 2010 році переписна місцевість мала площу 7,26 км², уся площа — суходіл.

## Демографія
Згідно з переписом 2010 року, у переписній місцевості мешкало 9765 осіб у 4335 домогосподарствах у складі 2538 родин. Густота населення становила 1346 осіб/км².  Було 4600 помешкань (634/км²).
Расовий склад населення:
| - 62,6 % — білих - 26,4 % — чорних або афроамериканців - 3,7 % — азіатів - 0,2 % — корінних американців - 2,8 % — осіб інших рас |

До двох чи більше рас належало 4,2 %. Частка іспаномовних становила 7,4 % від усіх жителів.
За віковим діапазоном населення розподілялося таким чином: 21,6 % — особи молодші 18 років, 63,2 % — особи у віці 18—64 років, 15,2 % — особи у віці 65 років та старші. Медіана віку мешканця становила 39,8 року. На 100 осіб жіночої статі у переписній місцевості припадало 87,6 чоловіків;  на 100 жінок у віці від 18 років та старших — 85,0 чоловіків також старших 18 років.
Середній дохід на одне домашнє господарство  становив 62 256 доларів США (медіана — 54 126), а середній дохід на одну сім'ю — 72 454 долари (медіана — 67 196). Медіана доходів становила 45 464 долари для чоловіків та 35 311 долар для жінок. За межею бідності перебувало 8,3 % осіб, у тому числі 10,6 % дітей у віці до 18 років та 2,7 % осіб у віці 65 років та старших.
Цивільне працевлаштоване населення становило 4866 осіб. Основні галузі зайнятості: освіта, охорона здоров'я та соціальна допомога — 22,0 %, науковці, спеціалісти, менеджери — 14,6 %, публічна адміністрація — 11,0 %, роздрібна торгівля — 10,9 %.